# بات ميرفي
بات ميرفي (بالإنجليزية: Pat Murphy)‏ هو سياسي أمريكي، ولد في 24 أغسطس 1959 في الولايات المتحدة. حزبياً، نشط في Iowa Democratic Party ‏ والحزب الديمقراطي. وقد انتخب عضو مجلس نواب ولاية ايوا.